# Шаар, Герхард
Герхард Шаар (нем. Gerhard Schaar; 5 марта 1919, Берлин — 24 января 1983, Масеру, Лесото) — немецкий офицер-подводник, капитан-лейтенант (1 января 1945 года).

## Биография
28 июня 1938 года поступил на флот кадетом.

## Вторая мировая война
1 мая 1940 года произведен в лейтенанты. Служил на эскадренном миноносце «Эрих Гизе», участвовал в военных действиях в Норвегии в апреле 1940 года. Затем служил в военно-морской школе в Мюрвике.
В феврале 1942 года переведен в подводный флот. Совершил 2 похода в качестве вахтенного офицера на подлодке U-704.
1 апреля 1943 года назначен командиром подлодки U-957 (тип VII-C), на которой совершил 6 походов (проведя в море в общей сложности 147 суток).
Основной зоной действия Шаара стали воды Арктики. В сентябре 1944 года провел успешную операцию по уничтожению советской радиостанции на острове Стерлигова, за что 1 октября 1944 года был награждён Рыцарским крестом Железного креста. 21 октября 1944 года оставил командование подлодкой.
20 апреля 1945 года Шаар получил назначение командиром подлодки U-2551 (Тип XXI), но участия в военных действиях принять уже не успел.
Всего за время военных действий Шаар потопил 3 судна общим водоизмещением 7903 брт. В мае 1945 года сдался в плен.